# Jodopowidon

Jodopowidon

Jodopowidon (ATC S 01 AX 18) – rozpuszczalny w wodzie kompleks jodu z poliwinylopirolidonem (PVP), o stężeniu od 9,0% do 12,0% jodu. Jest używany jako środek dezynfekcyjny i antyseptyczny o szerokim spektrum działania – ma działanie bakteriobójcze (głównie gronkowce, paciorkowce jak również prątki) oraz przeciwpierwotniakowe, przeciwgrzybicze i przeciwwirusowe. 
Jodopowidon jest dobrze rozpuszczalny również w etanolu, izopropanolu i w glicerynie. 
Użycie roztworu etanolowego lub w 2-propanolu potęguje jego działanie odkażające i przeciwbakteryjne. Traci się jednak jedną z zalet roztworu wodnego – roztwór jest znacznie bardziej nieprzyjemny w aplikacji, ponieważ wywołuje pieczenie. 

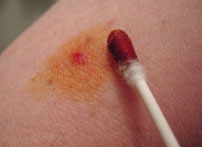
Jodopowidon stosowany na zranienie

Stosowany jest w postaci płynu, maści i aerozolu.